# 朱坑镇
朱坑镇，是中华人民共和国江西省上饶市弋阳县下辖的一个乡镇级行政单位。

## 行政区划
朱坑镇下辖以下地区：
蔡家村、上童村、西童村、毛家村、塘坪村、米岭村、长源村、下琬村、荷塘村和潭石村。